# 斯蒂爾維爾 (伊利諾伊州)
斯蒂爾維爾（英語：Steeleville）是位於美國伊利諾伊州蘭道夫縣的一個村落。

## 地理
斯蒂爾維爾的座標為38°00′28″N 89°39′34″W / 38.00778°N 89.65944°W，而該地最高點為海拔高度126米（即413英尺）。

## 人口
根據2010年美國人口普查的數據，斯蒂爾維爾的面積為3.96平方千米，當中陸地面積為3.94平方千米，而水域面積為0.02平方千米。當地共有人口2083人，而人口密度為每平方千米526人。